# Re Lear (Cagnoni)
Re Lear (El rey Lear) es una ópera en 4 actos con música de Antonio Cagnoni y libreto en italiano de Antonio Ghislanzoni, basada en la obra teatral El rey Lear de William Shakespeare. Compuesta al final de la vida del compositor, hacia 1890, no pudo estrenarla en vida, por lo que el estreno tuvo lugar el 19 de julio de 2009 en el Palazzo Ducale de Martina Franca, en el seno de la 35ª edición del Festival della Valle d'Itria.

## Historia
Hacia el año 1880, después del estreno de su última ópera, Francesca da Rimini, Cagnoni se interesa en el drama El rey Lear para su próxima ópera. Por ello recurre al que había sido su libretista habitual de sus últimas óperas, Antonio Ghislanzoni, que tendrá el libreto listo en 1885. Cagnoni trabaja en la ópera en los años posteriores, y en 1896, el mismo año de su muerte, entrega la partitura completa a su editor, pero aunque ésta sea editada en 1900, la muerte del compositor impide que la ópera se represente.
Antonio Cagnoni, compositor olvidado durante el siglo XX, vuelve a los escenarios gracias al Festival della Valle d'Itria en el año 2008 con la representación de su ópera bufa Don Bucefalo. El éxito que obtuvo animó al director artístico del festival, Sergio Segalini, a representar otro título del mismo autor, en este caso la inédita Re Lear, que se representó en la edición del año siguiente, con su estreno absoluto teniendo lugar el 19 de julio de 2009.

## Personajes
| Personaje                              | Voz          | Intérprete del estreno (Director: Massimiliano Caldi) |
| -------------------------------------- | ------------ | ----------------------------------------------------- |
| Re Lear                                | barítono     | Costantino Finucci                                    |
| Cordelia (hija de Lear)                | soprano      | Serena Daolio                                         |
| Gonerilla (hija de Lear)               | soprano      | Maria Leone                                           |
| Regana (hija de Lear)                  | mezzosoprano | Eufemia Tufano                                        |
| Duca di Cornovaglia (esposo de Regana) | tenor        | Giovanni Coletta                                      |
| Conte di Gloster                       | bajo         | Vladimer Mebonia                                      |
| Edgaro (hijo legítimo de Gloster)      | tenor        | Danilo Formaggia                                      |
| Edmondo (hijo ilegítimo de Gloster)    | barítono     | Cristian Camilo Navarro Diaz                          |
| Conte di Kent (noble fiel a Lear)      | barítono     | Domenico Colaianni                                    |
| Il Matto                               | soprano      | Rasha Talaat                                          |

## Argumento
Acto I
Gran sala del palacio de Lear
Gloster y Edgaro están sorprendidos de que el anciano rey Lear haya hecho llamar a sus nobles, por lo que esperan alguna decisión importante. Llegan los nobles y el rey con sus tres hijas. Sabiendo que le queda poca vida, Lear afirma que dividirá su reino entre sus hijas en función de los grandes que seas sus palabras de afecto hacia él. Gonerilla y Regana no tienen reparos en participar en el concurso, siendo recompensadas por su padre, pero Cordelia se niega a tomar parte, sabiendo que sus palabras no podrán rivalizar con las de sus hermanas. Lear malinterpreta sus palabras como orgullo y la destierra, rompiendo así el compromiso entre Cordelia y el duque de Borgoña, para satisfacción de Edgaro, que está enamorado de la princesa. Lear divide la parte que le correspondía a Cordelia entre sus otras hijas y ordena además el destierro de Edgaro por haber salido en defensa de Cordelia. Gloster se despide de su hijo para permanecer junto al rey, a quien ve caer presa de la locura. 
Acto II
Campiña próxima a Dover
Edgaro recibe una carta de su padre que le informa de la traición de Gonerilla y Regana hacia Lear. El conde de Kent le informa de que el rey se dirige al castillo del duque de Cornualles, esposo de Regana, para intentar una reconciliación. Llega Cordelia y le pide a Kent que le narre a su padre todo lo que ella está sufriendo por el amor que siente hacia él (aria: Se di Cordelia il nome). Edgaro y Cordelia se confiesan su amor, y al final él le muestra la carta que acaba de recibir, por lo que ella le pide que vaya a donde su padre para interceder y por ella y conseguir su perdón.
Gran sala del castillo de Regana
Se celebra una fiesta, a la que poco después llegan también Gonerilla y su esposo, el duque de Albany. Mientras Regana sale a recibirla, el matto, antiguo bufón de Lear, intenta entretener a los asistentes, pero éstos se burlan de él y lo golpean. Entra Lear y trata de proteger a su antiguo amigo. Los presentes acusan al bufón de haberlos insultado, y Gonerilla le dice a su padre que si quiere quedarse en el castillo tendrá que echar al bufón. Lear se niega y maldice a sus dos hijas antes de marcharse del castillo con unos pocos fieles. 
Acto III
Bosque denso, a los lejos se ve el castillo de Gloster
Llega Edgaro, vestido de mendigo, acompañado por Kent, quien se dirige al castillo. Edgaro afirma estar dispuesto incluso a morir por su amada Cordelia (aria: Ma tu, divina, eterea). Llegan unos guardabosques y poco después Lear, quien ha enloquecido, acompañado del matto. Todos se refugian de la tormenta en una cabaña. Llega entonces Gloster, quien ha sido cegado por Regana por haberse mantenido fiel a Lear. El rey, al ver a Gloster y Edgaro, cree estar viendo los fantasmas de sus hijas Regana y Gonerilla. Edgaro jura vengar toda la maldad que han causado las dos hermanas. 
Jardín junto a la casa de Cordelia
Cordelia recibe una carta que le informa de la locura de su padre, así que pide a sus doncellas que vayan a buscar cualquier hierba mágica que pueda ayudarle a recuperar la razón. Llega entonces Lear guiado por Kent. Los cuidados que le da Cordelia le hacen recordar al viejo rey que era ella la que de verdad le mostró su amor, y ambos se reconcilian. 
Acto IV
Sala en el castillo de Gloster
Regana observa preocupada lo que ocurre. El duque de Cornualles le informa que sus fuerzas han sido derrotadas, el duque de Albany ha muerto en combate y Gonerilla ha sido capturada. Ellos mismos están a punto de caer por los rebeldes que gritan el nombre de Cordelia. Pero Regana se guarda un as bajo la manga: Edmondo. Cornualles se muestra preocupado por la posibilidad de un nuevo delito, pero Regana entonces lo expulsa entre burlas. Regana ve como sus fuerzas son derrotadas y dos ancianos avanzan hacia ella: Gloster y Lear (aria: Chi è quel vegliardo). Llega Edvaro y se prepara para matarla; ella trata de defenderse, primero acusando al duque de Cornualles de todos los delitos, y finalmente diciéndole que, si ella muere, Cordelia también morirá. Edvaro le promete perdonarle la vida a cambio de la de Cordelia, ya que Regana le cuenta que su hermanastro Edmondo ha ido al campamento rebelde fingiendo unirse a ellos, pero en realidad ha capturado a Cordelia para matarla si algo le pasa a Regana, a quien amaba en secreto. Edvaro apresa a Regana y promete matarla si Cordelia muere.
Campamento rebelde, a poca distancia del castillo de Gloster
Kent informa a Gloster que Edvaro ha seguido a las tropas al castillo dejando a Cordelia con Edmondo. Gloster se muestra preocupado, porque no se fía de Edmondo, y envía a Kent a buscarles. Pero ya es tarde, y el matto detiene las celebraciones de los soldados informando que Cordelia ha muerto en manos de Edmondo. Lear entonces vuelve a caer preso de la locura y muere sobre el cadáver de su hija. La llegada de Edgaro no puede ya hacer nada por ellos. 

## Discografía
| Año  | Reparto (Lear, Cordelia, Regana, Matto, Edgaro, Gloster)                                            | Director de Orquesta | Sello discográfico |
| ---- | --------------------------------------------------------------------------------------------------- | -------------------- | ------------------ |
| 2009 | Costantino Finucci, Serena Daolio, Eufemia Tufano, Rasha Talaat, Danilo Formaggia, Vladimer Mebonia | Massimiliano Caldi   | Dynamic            |